# Google Currents
Google Currents, anteriormente conhecido como Google+ para G Suite, foi um software desenvolvido pelo Google para comunicação corporativa interna. foi um dos muitos produtos que constituiram a linha de produtos Google Workspace.
O Google Currents era diferente do extinto app do Google de mesmo nome, que fornecia aos usuários acesso a uma biblioteca eletrônica de revistas de 2011 a 2013.
Google Currents, também chamado no Brasil de Atividades, deixou de existir em 5 de julho de 2023.

## História e desenvolvimento
Originalmente chamado de Google+ para G Suite, o Currents era o único remanescente da extinta rede social do Google, Google+, que a empresa encerrou totalmente para uso pessoal e de marcas em 2 de abril de 2019.
Desde junho de 2020, o Google Currents estava em versão beta pública para clientes do Google Workspace. Um teste gratuito podia ser solicitado.